# Dieter Thoma
Pour les articles homonymes, voir Thoma.
Dieter Thoma, né le 19 octobre 1969 à Hinterzarten, est un sauteur à ski allemand.

## Biographie
Il fait partie d'une famille de skieurs, son oncle Georg Thoma, étant champion olympique de combiné nordique. Il est aussi entraîné par son père Franz.
Lors de la saison 1985-1986, il fait ses débuts dans la Coupe du monde et y marque ses premiers points (onzième place) et gagne le championnat du monde junior par équipes. Un an plus tard, il est médaillé de bronze à l'épreuve individuelle des Championnats du monde junior et obtient son ticket pour les Championnats du monde sénior, où il prend la vingtième place au grand tremplin. En décembre de la même année, il monte déjà sur son premier podium en Coupe du monde en se classant deuxième à Lake Placid. Il est seulement 55e aux Jeux olympiques de Calgary 1988 pour l'Allemagne de l'Ouest.
Pour entamer l'hiver 1988-1989, Thoma remporte le concours de Thunder Bay, avant de gagner à domicile celui d'Oberstdorf, pour atteindre le troisième rang de la Coupe du monde finalement. Il réédite ces mêmes succès un an plus tard, à une différence près : il s'adjuge aussi la Tournée des quatre tremplins trente ans après le dernier ouest-allemand Max Bolkart. Il devient ensuite champion du monde de vol à ski. Juste après une victoire à Oberhof en Allemagne en 1991, il prend la médaille de bronze aux Championnats du monde par équipes.
En 1992 et 1993, il est beaucoup moins performant, à cause de problèmes de motivation, ce qui conduit à la décision de l'exclure de l'équipe aux Mondiaux par l'entraîneur national Rudi Tusch. En 1994, après avoir adopté la technique en V, il renoue avec le podium en Coupe du monde à Murau, puis se rend aux Jeux olympiques de Lillehammer, où il remporte le titre au concours par équipes et la médaille de bronze au tremplin normal, gagné par le Norvégien Espen Bredesen.
Sa meilleure saison intervient en 1997, où il accumule quatre victoires en Coupe du monde, dont il finit second. Il est aussi vice-champion du monde, gagnant à cette occasion sa première et seule médaille individuelle aux mondiaux. En 1999, il prend sa retraite sportive, après avoir obtenu le titre de champion du monde par équipes.
Il travaille en 2007 comme expert de saut à ski pour la chaîne de télévision allemande RTL Television. Plus tard, il occupe cette fonction pour la chaîne ARD.

## Palmarès

### Jeux olympiques
| Épreuve / Édition | Calgary 1988 | Albertville 1992 | Lillehammer 1994 | Nagano 1998 |
| Petit tremplin    | 55e          | 27e              | Bronze           | 13e         |
| Grand tremplin    |              | 39e              | 15e              | 12e         |
| Par équipes       |              | 5e               | Or               | Argent      |

### Championnats du monde
| Épreuve / Édition | Oberstdorf 1987 | Lahti 1989 | Val di Fiemme 1991 | Falun 1993 | Thunder Bay 1995 | Trondheim 1997 | Ramsau 1999 |
| Petit tremplin    | 49e             | 14e        | 35e                |            | 12e              | 22e            | 16e         |
| Grand tremplin    | 20e             | 28e        | 21e                | 53e        | 33e              | Argent         |             |
| Par équipes       | 6e              |            | Bronze             |            | Argent           | Bronze         | Or          |

### Championnats du monde de vol à ski
| Épreuve / Édition | Vikersund 1990 | Oberstdorf 1998 |
| Individuel        | Or             | Bronze          |

### Coupe du monde
- Meilleur classement général : 2e en 1997.
- Vainqueur de la Tournée des quatre tremplins 1990.
- 36 podiums individuels : 12 victoires, 14 deuxièmes places et 10 troisièmes places.
- 4 podiums par équipes : 2 deuxièmes places et 2 troisièmes places.

#### Victoires
| Année | Lieu                                                                                     |
| 1989  | Thunder Bay (Canada), Oberstdorf (Allemagne de l'Ouest)                                  |
| 1990  | Thunder Bay (Canada), Oberstdorf (Allemagne), Harrachov (Tchécoslovaquie)                |
| 1991  | Sapporo (Japon), Oberhof (Allemagne)                                                     |
| 1997  | Lillehammer (Norvège), Oberstdorf (Allemagne), Bischofshofen (Autriche), Sapporo (Japon) |
| 1998  | Lillehammer (Norvège)                                                                    |

#### Différents classements en Coupe du monde
| Année     | Classement général final |
| 1985-1986 | 58e                      |
| 1987-1988 | 15e                      |
| 1988-1989 | 3e                       |
| 1989-1990 | 4e                       |
| 1990-1991 | 3e                       |
| 1991-1992 | 41e                      |
| 1992-1993 | 42e                      |
| 1993-1994 | 11e                      |
| 1994-1995 | 18e                      |
| 1995-1996 | 25e                      |
| 1996-1997 | 2e                       |
| 1997-1998 | 8e                       |
| 1998-1999 | 10e                      |

### Championnats du monde junior
- Médaille d'or par équipes en 1986.
- Médaille d'argent par équipes en 1987.
- Médaille de bronze en individuel en 1987.